# Martin Rodewald
Martin Rodewald (* 12. Januar 1904 in Hänigsen; † 12. September 1987 in Hamburg) war ein deutscher Meteorologe.

## Leben
Er war Regierungsdirektor beim Deutschen Wetterdienst/Seewetteramt in Hamburg. Seine Faxfibel, die zuerst 1963 erschien, wurde auch im Unterricht über Synoptische Meteorologie an Universitäten verwendet.
1968 erhielt er als Erster (mit Christian Junge) die Alfred-Wegener-Medaille, in Anerkennung seiner hervorragenden Verdienste um die Synoptische Meteorologie, zu deren Fortschritten er durch die Neuformulierung bzw. Prägung der Begriffe der Frontalzone und des Dreimassenecks beigetragen hat, und in besonderer Würdigung seiner großen Zahl von Studien zur Meteorologie und Klimatologie, deren Ansehen er vor allem in Schifffahrtskreisen außerordentlich vermehrt hat (Laudatio).
Martin Rodewald fand seine letzte Ruhestätte auf dem Friedhof Volksdorf (Grablage Dg 33).

## Schriften
- Klima und Wetter der Fischereigebiete Island, Meteorologisches Amt für Nordwestdeutschland – Beiträge zum Wettergeschehen in den nordeuropäischen Gewässern, Nr. 2, 1951
- Der große Nordsee-Sturm vom 31. Januar und 1. Februar 1953. In: Die Naturwissenschaften, Heft 1, Jg. 41, 1954
- Die Faxfibel. Leitfaden der praktischen Seewetterkunde, Kiel 1963, 1968, 3. Auflage 1974